# Trận Waldaschach
Trận Waldaschach là một trận đánh trong chiến dịch phía Tây của Binh đoàn Main của quân đội Phổ dưới quyền chỉ huy của Thượng tướng Bộ binh Eduard Vogel von Falckenstein trong cuộc Chiến tranh Bảy tuần, đã diễn ra vào ngày 10 tháng 7 năm 1866. Trong trận chiến này, một sư đoàn của quân đội Phổ do Trung tướng Edwin von Manteuffel đã đánh thắng cánh phải của quân đội Bayern, trong khi sư đoàn Phổ do tướng Gustav von Beyer đánh bại quân cánh trái của Bayern tại trận Hammelburg và sư đoàn của tướng August Karl von Göben giành chiến thắng trước trung quân của Bayern trong trận Kissingen. Quân Bayern bị áp đảo về mặt quân số trong tất cả những trận đánh này, và, trong khi quân đội Bayern tại Kissingen đã kháng cự quyết liệt, quân Bayern tại Hammelburg và Waldaschach chỉ gây ít khó khăn cho đối phương. Cả hai phe đều chịu thiệt hại nặng nề trong những trận đánh vào ngày 10 tháng 7. Với thắng lợi tại Waldaschach, quân Phổ đã giành được quyền vượt qua sông Saale tại Waldaschach.
Sau những thất bại của mình ngày 10 tháng 7, toàn bộ quân đội Bayern do Hoàng tử Karl điều khiển đã bắt đầu cuộc triệt thoái về sông Main.